# Livgardenskazerne
De Livgardenskazerne is een van de twee kazernes van Den Kongelige Livgarde (Deens voor 'de koninklijke garde'). Het is gelegen naast het kasteel Rosenburg in Kopenhagen, Denemarken.

## Achtergrond
Het gebouw vindt zijn oorsprong in het paviljoen van koning Christiaan V dat in 1670 werd gebouwd met de hulp van de Deense architect Lambert van Haven. Het werd geflankeerd door twee lange oranjerievleugels, die - één aan elke kant - parallel liepen aan de nieuwe oostelijke wal die in de jaren 50 van de 17e eeuw was gebouwd. Het centrale paviljoen werd vaak gebruikt voor koninklijke banketten, als aanvulling op het oude paviljoen van Christian IV dat de koning ombouwde tot een meer intieme hermitage.
In 1709 werd het hele complex met elkaar verbonden tot één lang gebouw, de Orangerie. In 1743 werd het gebouw door de Deense architect Johan Cornelius Krieger aangepast in de barokke stijl en werd de naam veranderd in Laurierhuset (Deens voor 'het laurierhuis').
Toen de ruimte te schaars werd in de Sølvgade-kazerne, gelegen aan de andere kant van de Rosenborg-tuinen, kreeg ingenieur-officier Ernst Peymann de taak om Laurierhuset om te bouwen tot de nieuwe vertrekken van Den Kongelige Livgarde. Deze werkzaamheden vonden plaats in 1785 en 1786, en omvatte een uitbreiding van het gebouw met een extra verdieping. Verdere wijzigingen werden in 1845 en 1930 aangebracht.
In 1985 verhuisde het hoofdkwartier van Den Kongelige Livgarde naar de Høvelte-kazerne, gelegen tussen Allerød en Birkerød ten noorden van Kopenhagen. Sindsdien herbergt de Rosenborg-kazerne alleen dienstdoende bewakers in het Amalienborg-paleis, het Rosenborg-kasteel of het Christiansborg-paleis.
De gebouwen bevatten ook een klein museum gewijd aan de geschiedenis en kunstvoorwerpen van Den Kongelige Livgarde, vanaf hun oprichting in 1658 tot heden. Het werd ingehuldigd op 12 januari 1978.

## Galerij

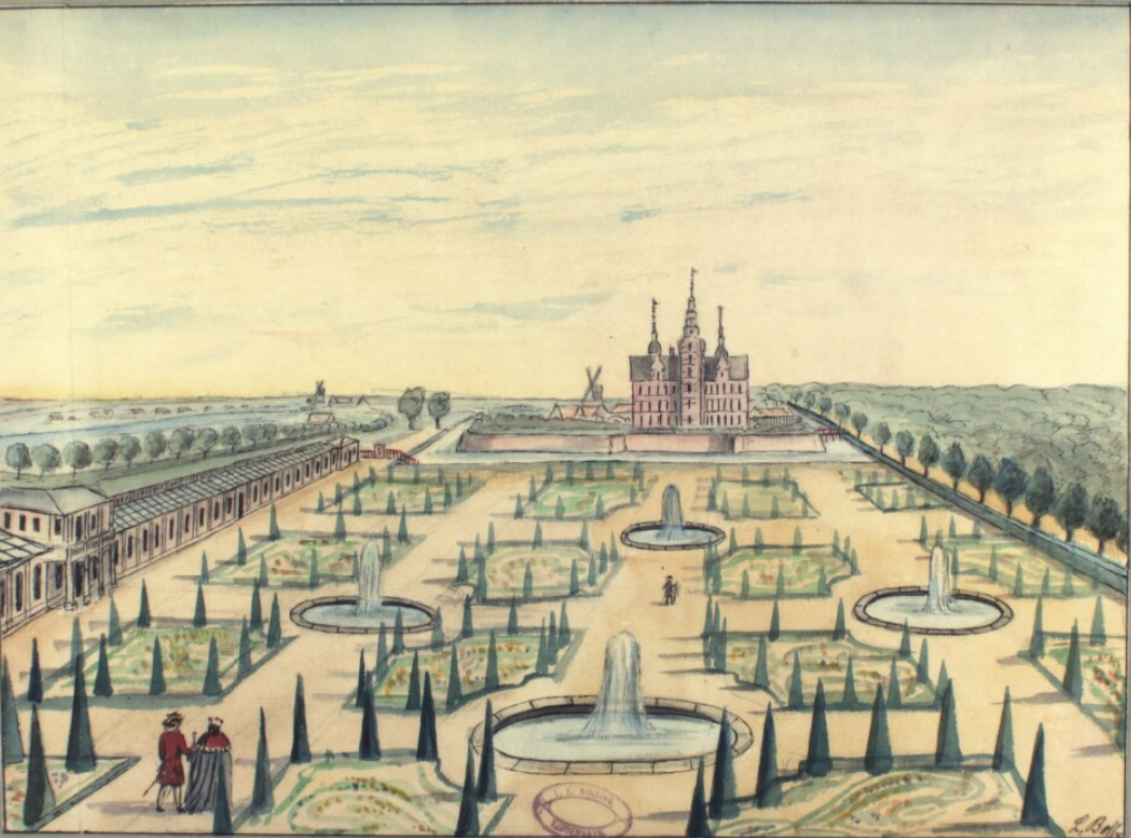
Livgardenskazerne, 1749.
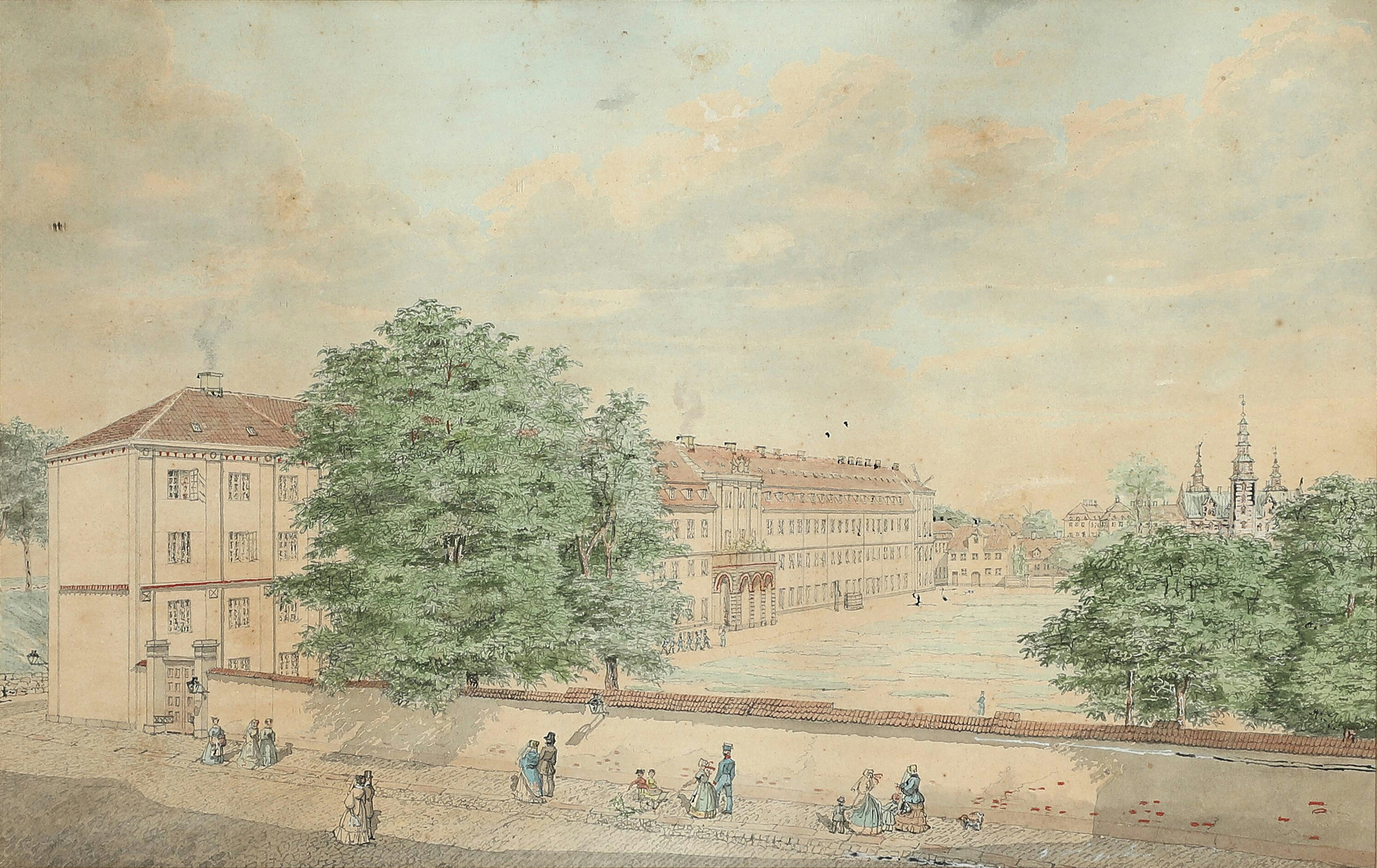
Livgardenskazerne, circa 1830.
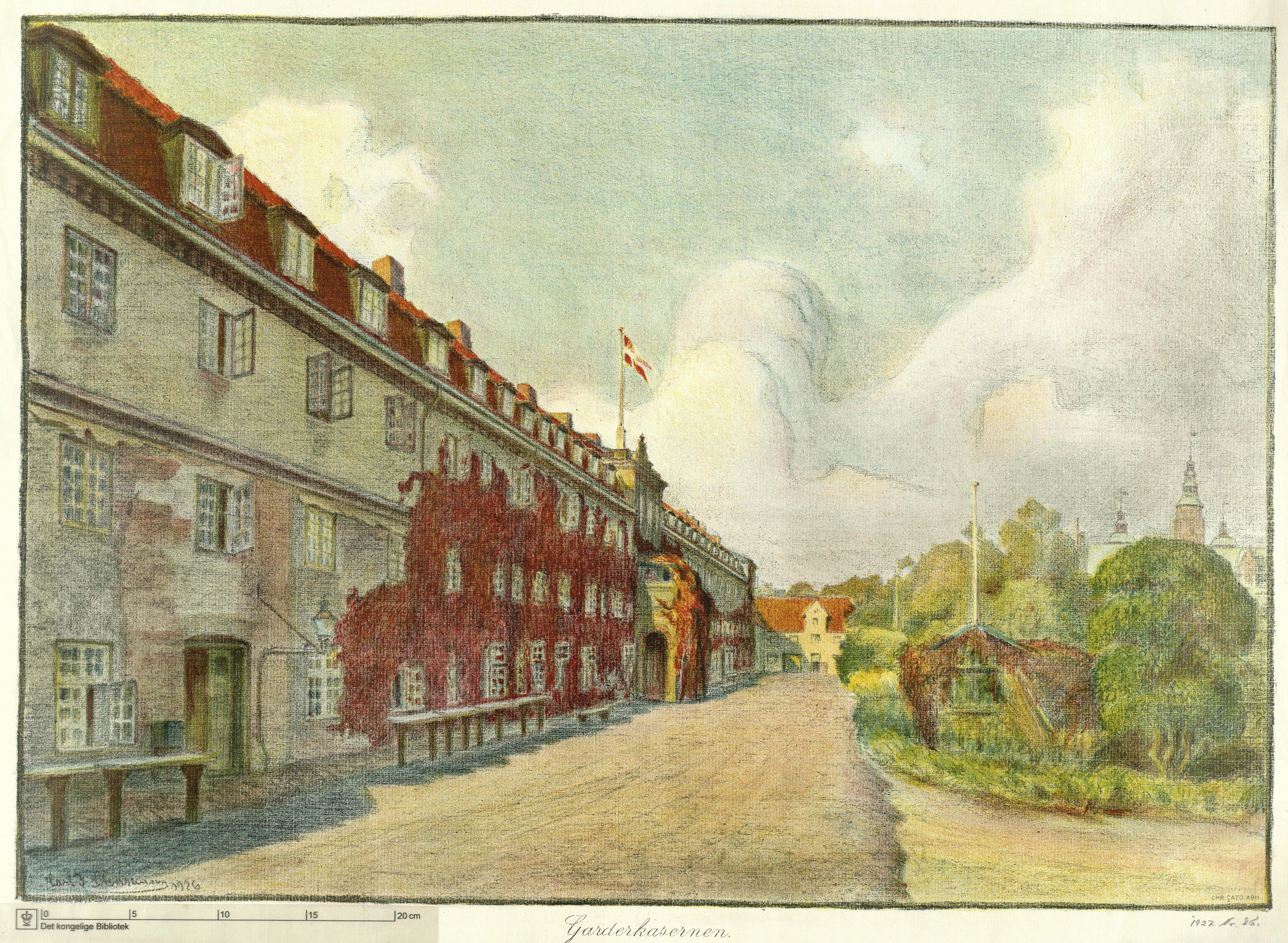
Livgardenskazerne, 1926.